# Юкагирский национальный (кочевой) наслег
Юкагирский национальный (кочевой) наслег (якут. Дьүкээгир национальнай көһө сылдьар нэһилиэк) — муниципальное образование и административно-территориальная единица в Усть-Янском улусе Якутии (Россия). Наслег расположен на северо-востоке улуса. Единственный населённый пункт — Юкагир.
Юкагирский национальный (кочевой) наслег был образован 5 октября 1992 года путём выделения из состава Казачинского наслега.

## Население
| 2002 | 2010 | 2011 | 2012 | 2013 | 2014 | 2015 |
| ---- | ---- | ---- | ---- | ---- | ---- | ---- |
| 106  | ↗128 | ↘127 | ↘123 | ↘122 | ↘120 | ↗126 |
| 2016 | 2017 | 2018 | 2019 | 2020 | 2021 |      |
| ↘123 | ↘122 | ↗124 | ↗125 | ↘124 | ↗128 |      |

## Инфраструктура
В наслеге имеются основная школа с 20 учениками, детский сад, фельдшерско-акушерский пункт и дом культуры.

## Палеонтология
- В 2002 году возле реки Муксунуоха в 30 км от посёлка Юкагир школьники Иннокентий и Григорий Гороховы нашли голову самца мамонта. Радиоуглеродный анализ дал абсолютный возраст 18,4 тыс. лет (время максимума сартанского оледенения). Изучение качественного состава гумуса погребённых почв верхнего плейстоцена на месте находки Юкагирского мамонта позволило отнести их не к тундровой, а к степной формации. В позднем плейстоцене низменность представляла собой обширное тундростепное пространство с богатой травяной растительностью[16]. Хорошая сохранность головы юкагирского мамонта позволила стать ей центральным экспонатом всемирной выставки ЭКСПО-2005 в Японии[17].
- В 2010 году членами общины Юкагир на берегу моря Лаптевых была обнаружена мумия шерстистого мамонта весом 106 килограмм. Обнаруженного мамонтёнка назвали по названию общины — мамонтёнок Юка. Животное погибло около 39 тыс. л. н. в возрасте 6—9 лет[18].
- В августе 2011 года на берегу озера Чукчалах в Яно-Индигирской низменности, примерно в 100 км юго-западнее места находки мамонта и лошади[19], был найден степной бизон вида Bison priscus возрастом 9310 лет (юкагирский бизон[20]) — первый представитель этого вида полорогих, найденный со всеми частями тела и внутренними органами. Также были обнаружены останки трупа взрослой кобылы возрастом 4630 лет (юкагирская лошадь)[21]. Юкагирский бизон умер около 10 500 календарных л. н. (поздний дриас)[22]. Растерзанная хищником юкагирская лошадь возрастом около 5 лет была найдена на местонахождении Ойягосский яр на южном берегу пролива Дмитрия Лаптева, в 30 км к западу от устья реки Кондратьева[23].